# Colombières-sur-Orb
Pour les articles homonymes, voir Colombières (homonymie).
Colombières-sur-Orb (en occitan Colombièiras d'Òrb) est une commune française située dans l'ouest du département de l'Hérault en région Occitanie. La commune se situe dans le canton d'Olargues.
Exposée à un climat méditerranéen, elle est drainée par l'Orb, le ruisseau d'Arles, le ruisseau de Madale et par divers autres petits cours d'eau. Incluse dans le parc naturel régional du Haut-Languedoc, la commune possède un patrimoine naturel remarquable composé de cinq zones naturelles d'intérêt écologique, faunistique et floristique.
Colombières-sur-Orb est une commune rurale qui compte 494 habitants en 2022, après avoir connu une forte hausse de la population depuis 1968. Elle est ville-centre de l'unité urbaine d'Olargues et fait partie de l'aire d'attraction de Bédarieux. Ses habitants sont appelés les Colombiérais ou  Colombiéraises.

## Géographie

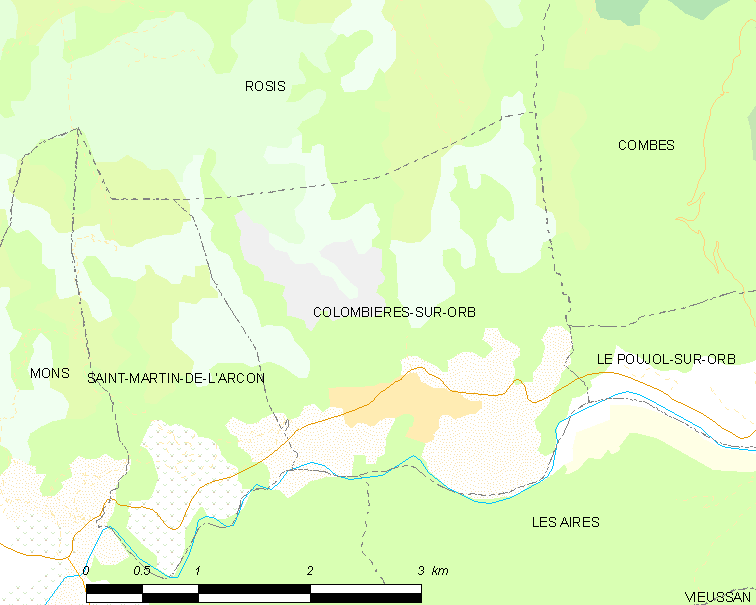
Carte

Colombières-sur-Orb se situe en rive droite de l'Orb, au pied du Caroux. Ce dernier est entaillé à l'ouest du village par le ruisseau d'Albine et, à l'est, par le ruisseau d'Arles creusant les gorges de Colombières et se jetant tous deux dans l'Orb.
Le territoire de la commune se trouve dans le périmètre du parc naturel régional du Haut-Languedoc.

### Hameaux
- Aire vieille
- Barrière (la)
- Borie (la)
- Boulade(la)
- Claps (les)
- Coste (la)
- Madalet
- Martinet (le)
- Rodié (ancien moulin)
- Roussas
- Seilhols (les) (las Seillots)
- Sévirac
- Théron (le)

### Climat
Pour des articles plus généraux, voir Climat de l'Occitanie et Climat de l'Hérault.
En 2010, le climat de la commune est de type climat méditerranéen franc, selon une étude s'appuyant sur une série de données couvrant la période 1971-2000. En 2020, Météo-France publie une typologie des climats de la France métropolitaine dans laquelle la commune est exposée à un climat méditerranéen et est dans la région climatique  Provence, Languedoc-Roussillon, caractérisée par une pluviométrie faible en été, un très bon ensoleillement (2 600 h/an), un été chaud (21,5 °C), un air très sec en été, sec en toutes saisons, des vents forts (fréquence de 40 à 50 % de vents > 5 m/s) et peu de brouillards.
Pour la période 1971-2000, la température annuelle moyenne est de 13,5 °C, avec une amplitude thermique annuelle de 15,5 °C. Le cumul annuel moyen de précipitations est de 1 231 mm, avec 8,2 jours de précipitations en janvier et 3 jours en juillet. Pour la période 1991-2020, la température moyenne annuelle observée sur la station météorologique la plus proche, située sur la commune des Aires à 7,56 km à vol d'oiseau, est de 14,0 °C et le cumul annuel moyen de précipitations est de 1 111,8 mm,. Pour l'avenir, les paramètres climatiques de la commune estimés pour 2050 selon différents scénarios d'émission de gaz à effet de serre sont consultables sur un site dédié publié par Météo-France en novembre 2022.

### Milieux naturels et biodiversité

#### Espaces protégés
La protection réglementaire est le mode d’intervention le plus fort pour préserver des espaces naturels remarquables et leur biodiversité associée,.
Un  espace protégé est présent sur la commune : 
le parc naturel régional du Haut-Languedoc, créé en 1973 et d'une superficie de 307 184 ha, qui s'étend sur 118 communes et deux départements. Implanté de part et d’autre de la ligne de partage des eaux entre Océan Atlantique et mer Méditerranée, ce territoire est un véritable balcon dominant les plaines viticoles du Languedoc et les étendues céréalières du Lauragais,.

#### Zones naturelles d'intérêt écologique, faunistique et floristique
L’inventaire des zones naturelles d'intérêt écologique, faunistique et floristique (ZNIEFF) a pour objectif de réaliser une couverture des zones les plus intéressantes sur le plan écologique, essentiellement dans la perspective d’améliorer la connaissance du patrimoine naturel national et de fournir aux différents décideurs un outil d’aide à la prise en compte de l’environnement dans l’aménagement du territoire.
Quatre ZNIEFF de type 1 sont recensées sur la commune :
- les « gorges d'Albine » (150 ha), couvrant 3 communes du département[14] ;
- les « gorges de Colombières » (318 ha), couvrant 2 communes du département[15] ;
- le « plateau du Caroux » (387 ha), couvrant 4 communes du département[16] ;
- la « vallée de l'Orb entre Hérépian et Colombière-sur-Orb » (156 ha), couvrant 6 communes du département[17] ;

et une ZNIEFF de type 2, : 
le « massif de l'Espinouse » (20 035 ha), couvrant 19 communes du département.

Carte des ZNIEFF de type 1 et 2 à Colombières-sur-Orb.
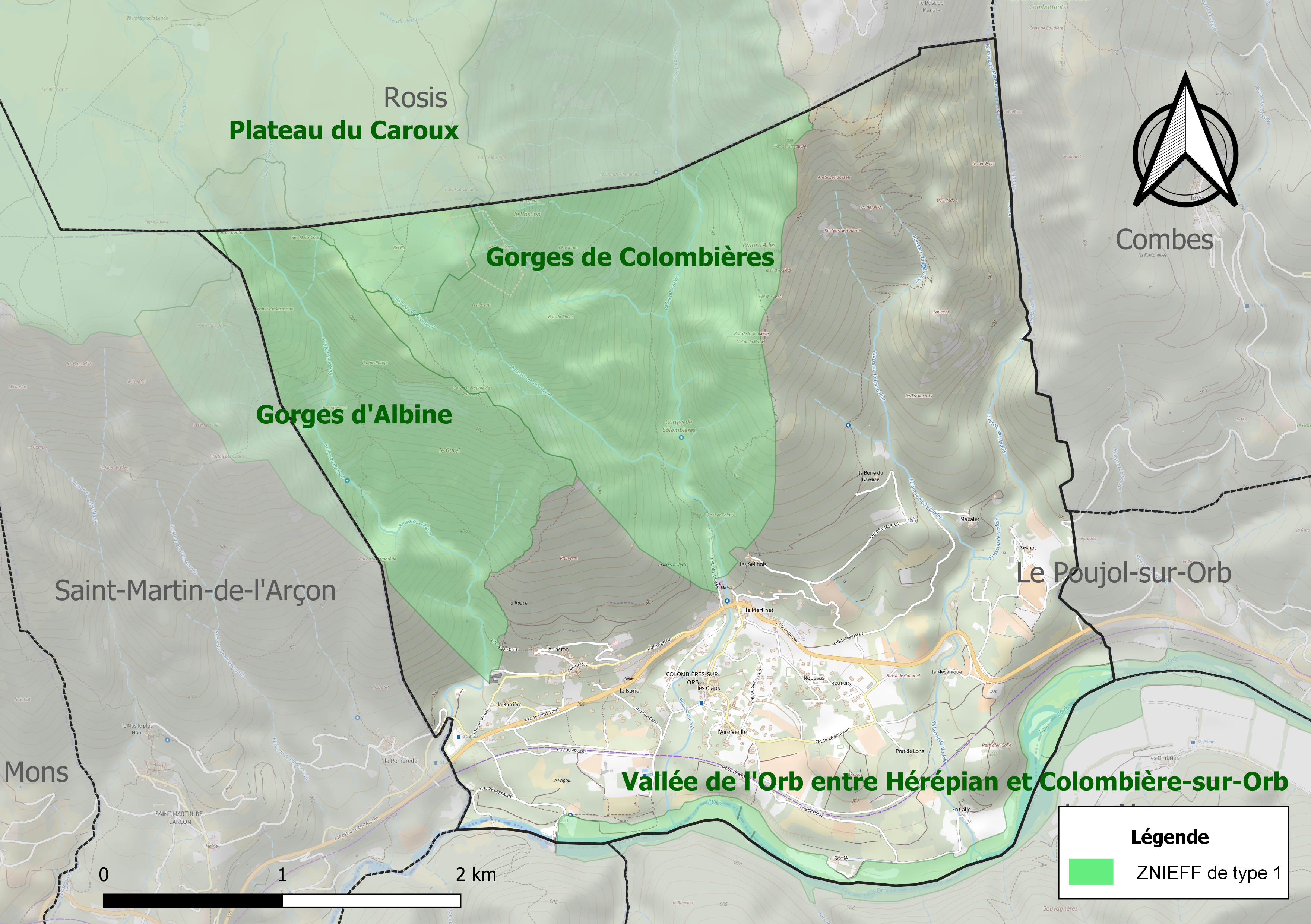
Carte des ZNIEFF de type 1 sur la commune.
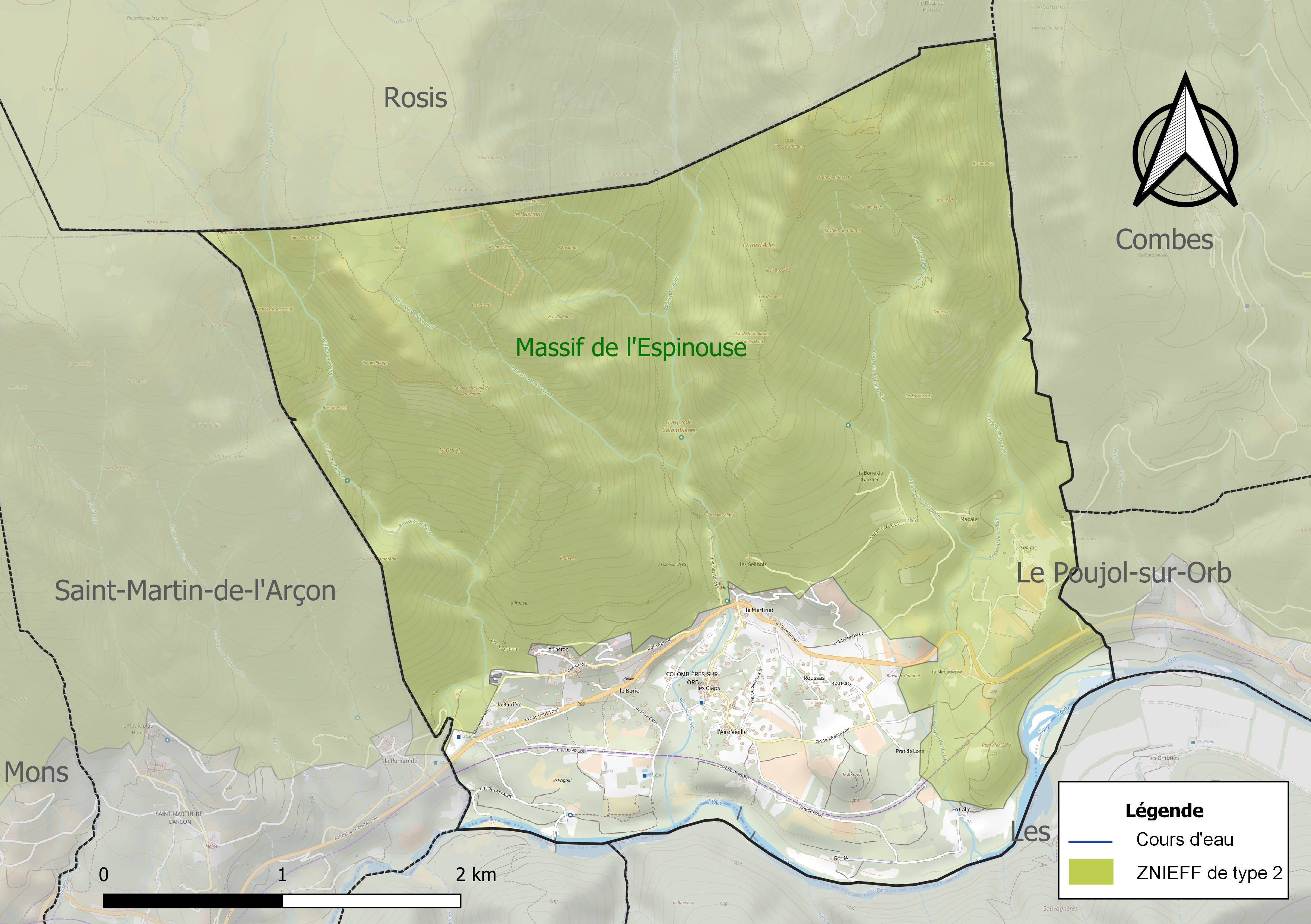
Carte de la ZNIEFF de type 2 sur la commune.

## Urbanisme

### Typologie
Au 1er janvier 2024, Colombières-sur-Orb est catégorisée commune rurale à habitat dispersé, selon la nouvelle grille communale de densité à sept niveaux définie par l'Insee en 2022.
Elle appartient à l'unité urbaine d'Olargues, une agglomération intra-départementale regroupant six  communes, dont elle est ville-centre,,. Par ailleurs la commune fait partie de l'aire d'attraction de Bédarieux, dont elle est une commune de la couronne,. Cette aire, qui regroupe 26 communes, est catégorisée dans les aires de moins de 50 000 habitants,.

### Occupation des sols
L'occupation des sols de la commune, telle qu'elle ressort de la base de données européenne d’occupation biophysique des sols Corine Land Cover (CLC), est marquée par l'importance des forêts et milieux semi-naturels (73,6 % en 2018), une proportion identique à celle de 1990 (73,6 %). La répartition détaillée en 2018 est la suivante : 
forêts (40,9 %), espaces ouverts, sans ou avec peu de végétation (30,4 %), zones agricoles hétérogènes (21,1 %), zones urbanisées (5,3 %), milieux à végétation arbustive et/ou herbacée (2,3 %). L'évolution de l’occupation des sols de la commune et de ses infrastructures peut être observée sur les différentes représentations cartographiques du territoire : la carte de Cassini (XVIIIe siècle), la carte d'état-major (1820-1866) et les cartes ou photos aériennes de l'IGN pour la période actuelle (1950 à aujourd'hui).

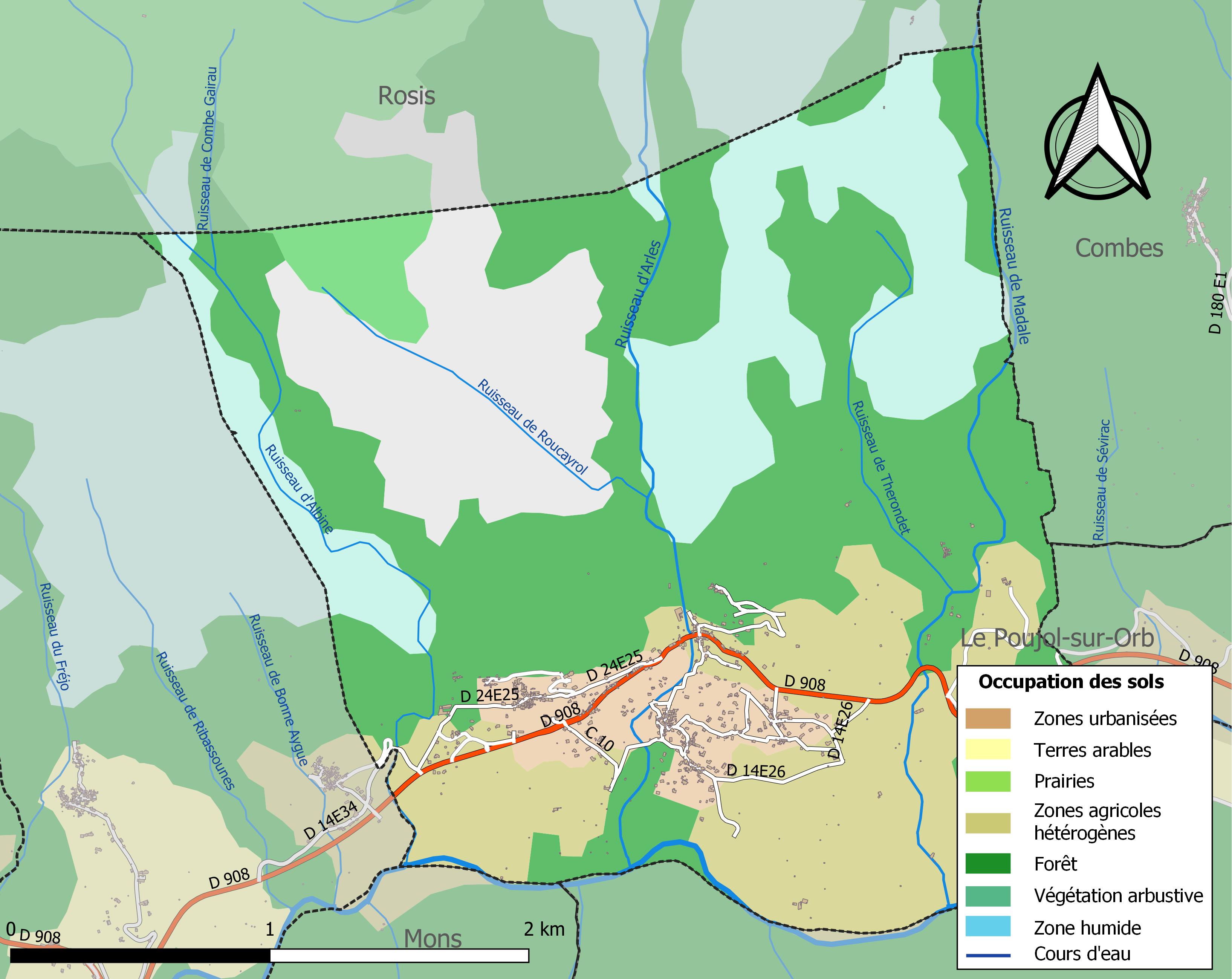
Carte des infrastructures et de l'occupation des sols de la commune en 2018 (CLC).

### Risques majeurs
Le territoire de la commune de Colombières-sur-Orb est vulnérable à différents aléas naturels : météorologiques (tempête, orage, neige, grand froid, canicule ou sécheresse), inondations, feux de forêts et séisme (sismicité très faible). Il est également exposé à deux risques technologiques, le transport de matières dangereuses et la rupture d'un barrage, et à deux risques particuliers : le risque minier et le risque de radon. Un site publié par le BRGM permet d'évaluer simplement et rapidement les risques d'un bien localisé soit par son adresse soit par le numéro de sa parcelle.

#### Risques naturels
Certaines parties du territoire communal sont susceptibles d’être affectées par le risque d’inondation par débordement de cours d'eau, notamment l'Orb. La commune a été reconnue en état de catastrophe naturelle au titre des dommages causés par les inondations et coulées de boue survenues en 1982, 1995, 1996, 1997 et 2014,.
Colombières-sur-Orb est exposée au risque de feu de forêt. Un plan départemental de protection des forêts contre les incendies (PDPFCI) a été approuvé en juin 2013 et court jusqu'en 2022, où il doit être renouvelé. Les mesures individuelles de prévention contre les incendies sont précisées par deux arrêtés préfectoraux et s’appliquent dans les zones exposées aux incendies de forêt et à moins de 200 mètres de celles-ci. L’arrêté du 25 avril 2002 réglemente l'emploi du feu en interdisant notamment d’apporter du feu, de fumer et de jeter des mégots de cigarette dans les espaces sensibles et sur les voies qui les traversent sous peine de sanctions. L'arrêté du 11 mars 2013 rend le débroussaillement obligatoire, incombant au propriétaire ou ayant droit,.

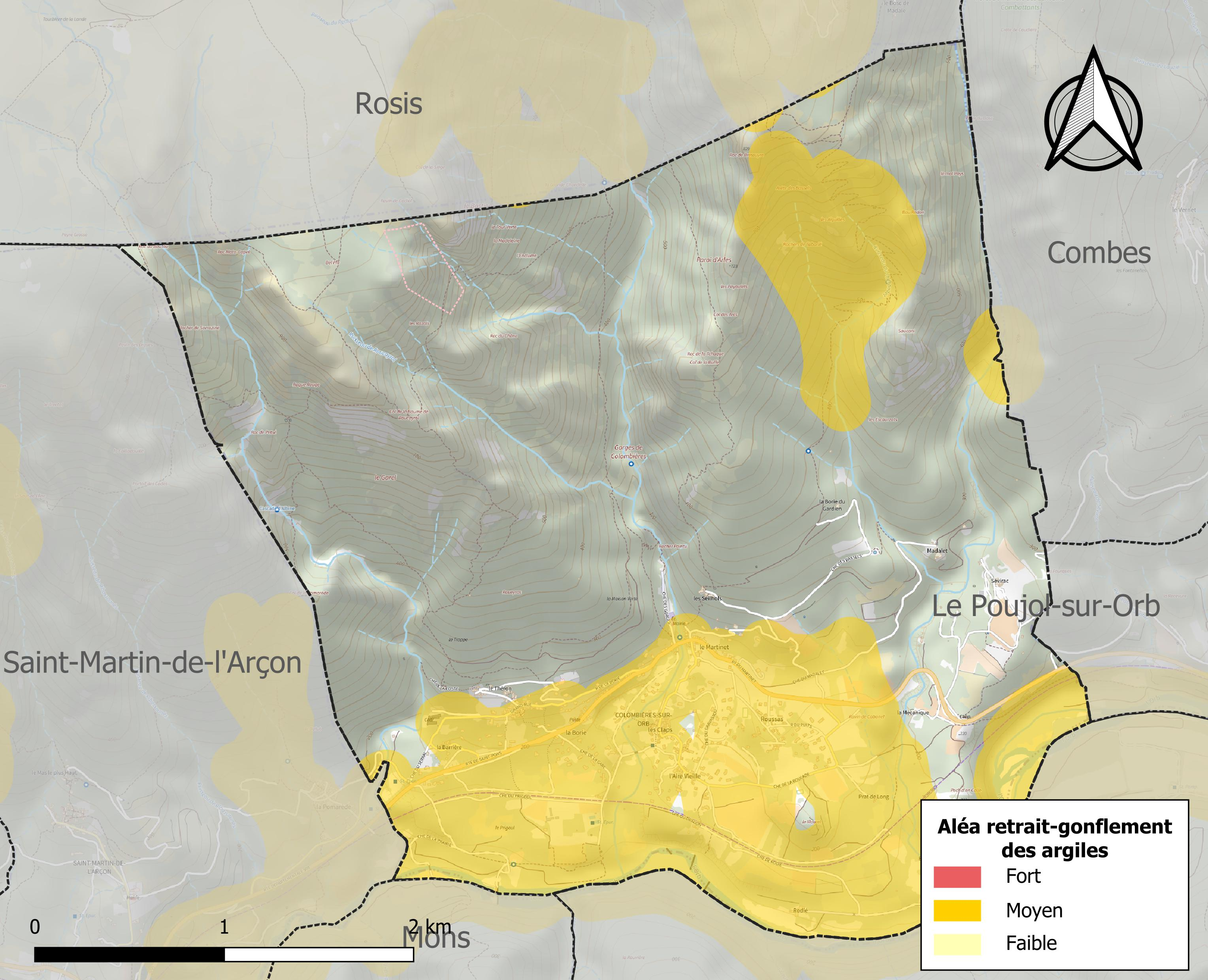
Carte des zones d'aléa retrait-gonflement des sols argileux de Colombières-sur-Orb.

Le retrait-gonflement des sols argileux est susceptible d'engendrer des dommages importants aux bâtiments en cas d’alternance de périodes de sécheresse et de pluie. 31,9 % de la superficie communale est en aléa moyen ou fort (59,3 % au niveau départemental et 48,5 % au niveau national). Sur les 324 bâtiments dénombrés sur la commune en 2019, 284 sont en aléa moyen ou fort, soit 88 %, à comparer aux 85 % au niveau départemental et 54 % au niveau national. Une cartographie de l'exposition du territoire national au retrait gonflement des sols argileux est disponible sur le site du BRGM,.
Par ailleurs, afin de mieux appréhender le risque d’affaissement de terrain, l'inventaire national des cavités souterraines permet de localiser celles situées sur la commune.

#### Risques technologiques
Le risque de transport de matières dangereuses sur la commune est lié à sa traversée par des infrastructures routières ou ferroviaires importantes ou la présence d'une canalisation de transport d'hydrocarbures. Un accident se produisant sur de telles infrastructures est susceptible d’avoir des effets graves sur les biens, les personnes ou l'environnement, selon la nature du matériau transporté. Des dispositions d’urbanisme peuvent être préconisées en conséquence.
La commune est en outre située en aval du barrage des monts d'Orb, un ouvrage de classe A sur l'Orb, mis en service en 1961 et disposant d'une retenue de 30,6 millions de mètres cubes. À ce titre elle est susceptible d’être touchée par l’onde de submersion consécutive à la rupture de cet ouvrage.

#### Risque particulier
L’étude Scanning de Géodéris réalisée en 2008 a établi pour le département de l’Hérault une identification rapide des zones de risques miniers liés à l’instabilité des terrains. Elle a été complétée en 2015 par une étude approfondie sur les anciennes exploitations minières du bassin houiller de Graissessac et du district polymétallique de Villecelle. La commune est ainsi concernée par le risque minier, principalement lié à l’évolution des cavités souterraines laissées à l’abandon et sans entretien après l’exploitation des mines.
Dans plusieurs parties du territoire national, le radon, accumulé dans certains logements ou autres locaux, peut constituer une source significative d’exposition de la population aux rayonnements ionisants. Certaines communes du département sont concernées par le risque radon à un niveau plus ou moins élevé. Selon la classification de 2018, la commune de Colombières-sur-Orb est classée en zone 3, à savoir zone à potentiel radon significatif.

## Histoire

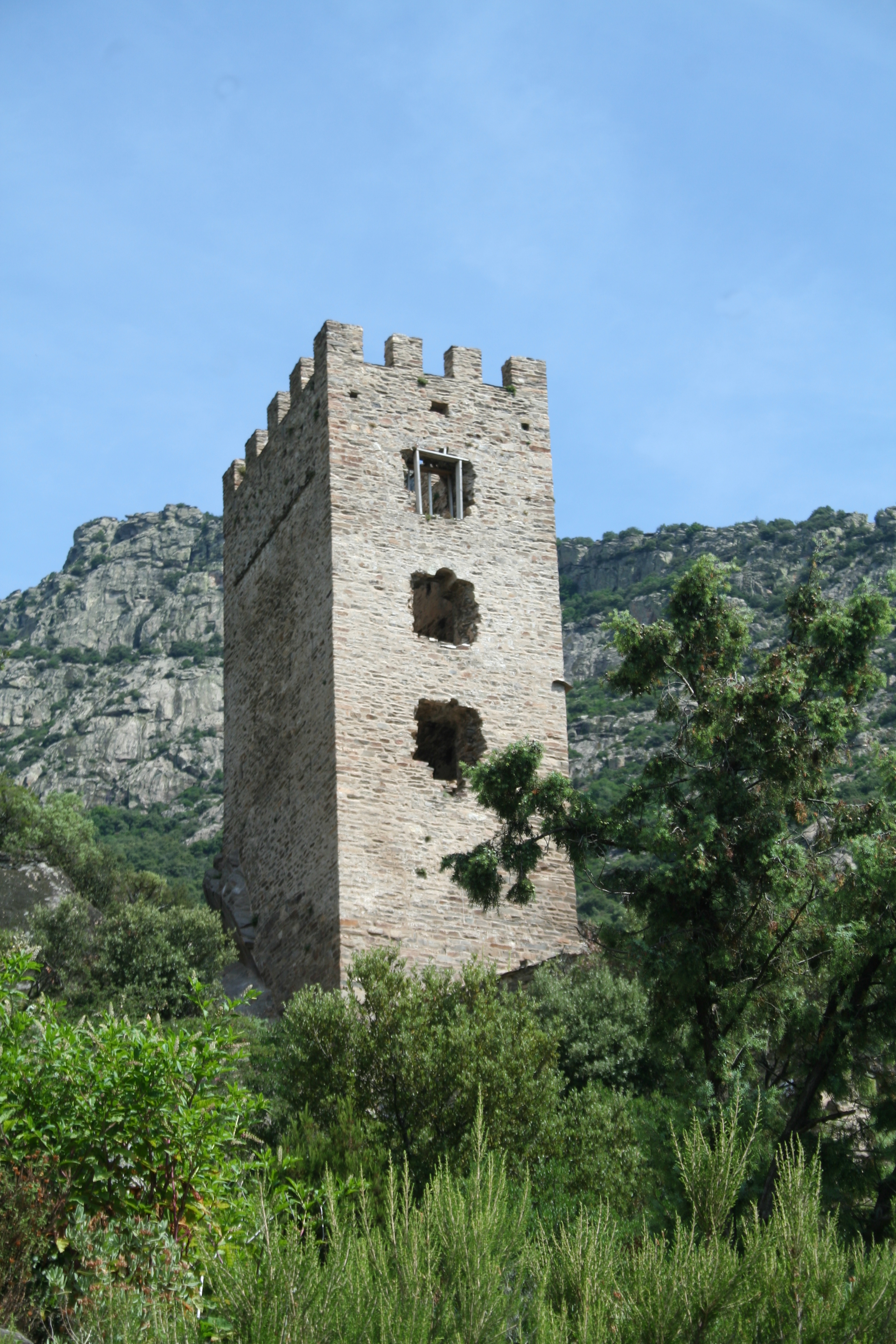
Tour carrée.

Dans une zone fréquentée au moins depuis la Préhistoire, notamment au néolithique final (tombes mégalithiques, et gravures rupestres au-dessus du ruisseau de Madale), le territoire de Colombières a livré plusieurs indices archéologiques intéressants. Entre autres, un castrum du haut Moyen Âge a pu être identifié, connu sous le nom d'oppidum de Saucani (du roman 'Sommet et cascade'), au-dessus du hameau des Seilhols. Dans le village même, un remarquable fanum précoce et rare en Narbonnaise, a été mis au jour, en 1954, sur la rive gauche du ruisseau d'Arles, sous le chemin conduisant au hameau des Seilhols, et fouillé sous la direction de Claude Pascal.

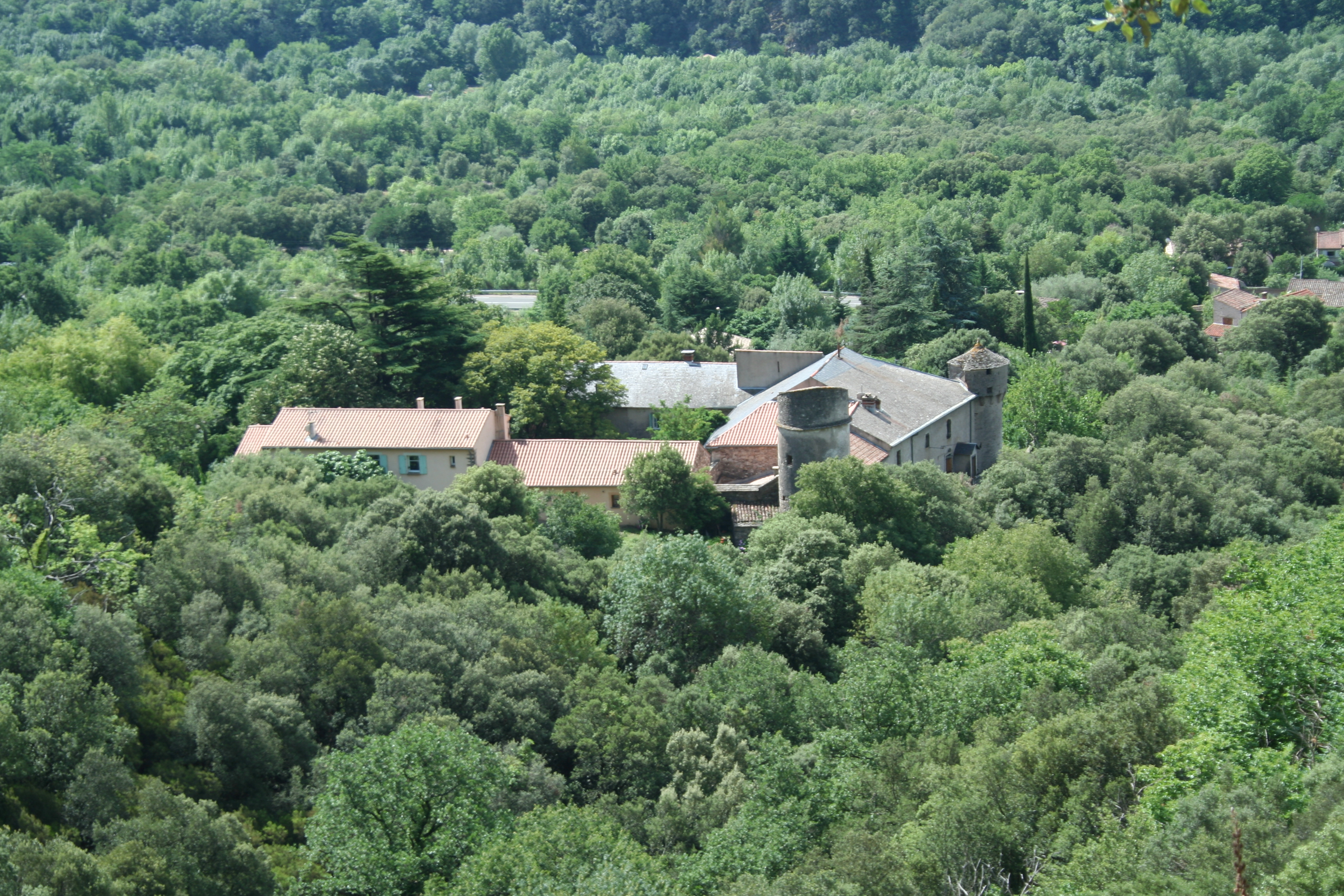
Vue générale du château.

Composé de plusieurs états successifs (depuis un sanctuaire indigène du Ier siècle précédant notre ère jusqu'à la fin du IVe siècle),,, il a livré un très grand nombre de mobiliers cultuels (déposés toujours dans le village) : fragments de statue tutélaire, monnaies, verreries, céramiques communes, céramiques de la Graufesenque, vaisselles et gobelets à engobe blanche type « buveurs de Vichy », fragments d'amphore à enduit coloré, perles, lampes et de nombreuses figurines votives dont la signature du potier arverne Nattus est attestée (NATTI ARVE M ref. Nattus Arvernus. Parmi ces dernières, on note des animaux (colombes, coqs, poules, chats, chiens, chevaux, taureaux) et des statuettes féminines (notamment une Mater, plusieurs Vénus et une Epona à cheval) modelés par coroplathie. La période gallo-romaine est aussi attestée par la présence d'un établissement rural sur le Pech d'en Calle, au tènement de Sainte-Colombe, face à la petite chapelle, un autre au Roussas, et par une voie dite romaine conduisant de l'oppidum de Saucani au hameau de La Fage (commune de Rosis).

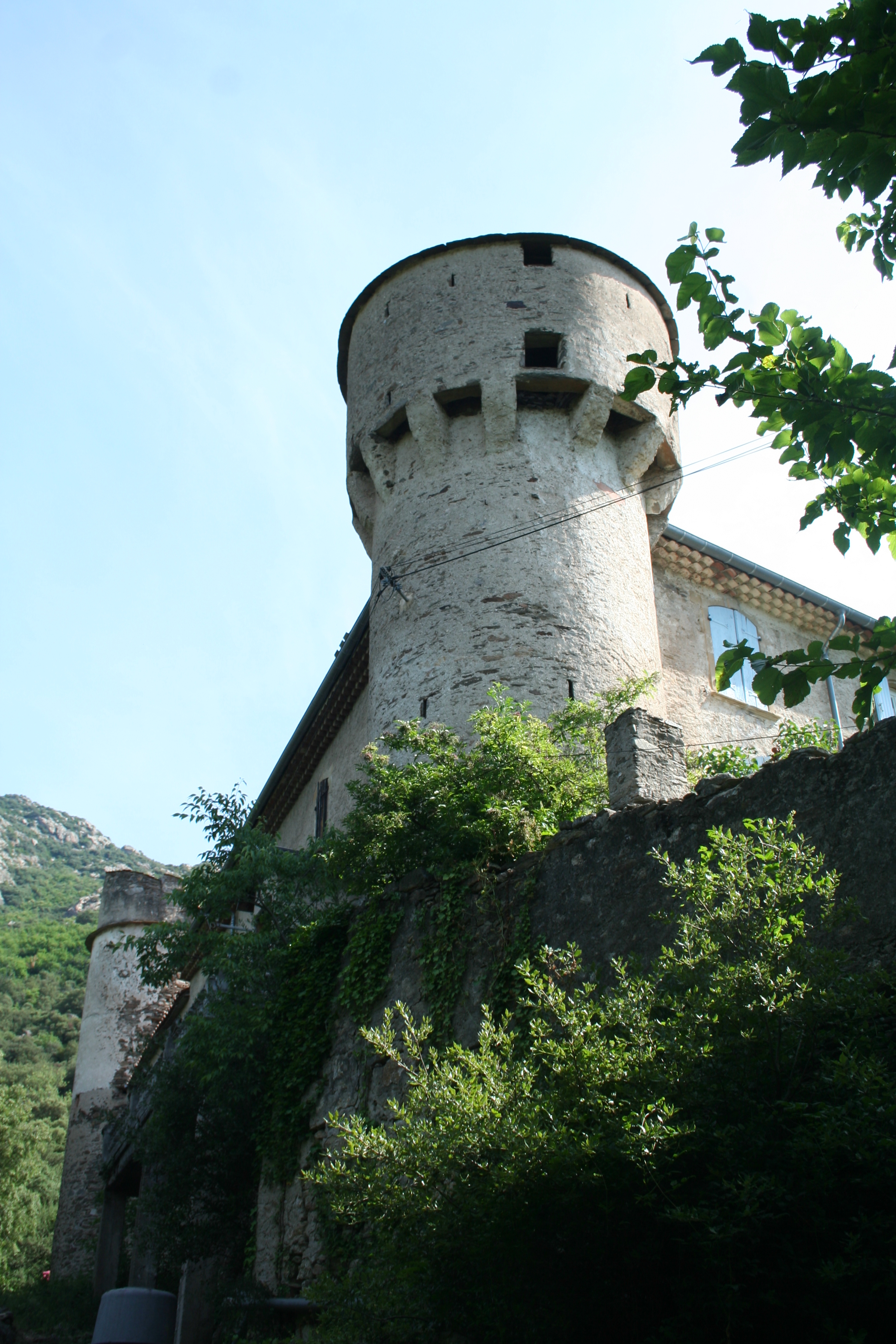
Tour du château.

On pourrait penser que la première trace écrite de Colombières (villa columbaria), avec ses églises Saint-Pierre (Sanctus Petrus) (l'église Saint-Pierre de Colombières dont la construction actuelle daterait du XIVe siècle ou bien Saint-Pierre-de-Rhèdes datant de 961, située entre Lamalou-les-Bains et le Poujol) et Sainte-Colombe (Sancta Columba), dûment mentionnées en limites de la villa, date du 1er juillet 957, quand les exécuteurs testamentaires d'un certain 'Golfin' donnent à Saint-Nazaire de Béziers et aux églises de Saint-Pierre et de Sainte-Colombe de 'Colombières', une part de l'alleu du testateur (en l'occurrence des vignes). On pourrait remarquer encore qu'il est fait référence dans ce même folio à une église Saint-Michel (Saint Michel de Mourcayrol [Les Aires] ?) d'une villa de Sclaciano, et qu'Esclatianum, Esclattanum (racines communes aux 'Claps', nom d'un hameau actuel de Colombières et lieu de la demeure des seigneurs de Colombières entre le XIVe et le XVIIe siècles) apparaissent encore en 1069 et en 1189 dans le même livre noir. On pourrait encore pouvoir retrouver références écrites à Colombières en 978, quand Adélaïde de Carcassonne, vicomtesse de Narbonne, dans son premier testament, la lègue à son fils Raymond I (voir Liste des vicomtes de Narbonne): villa columbaria cum ipsa eclesia Sancti Petri.

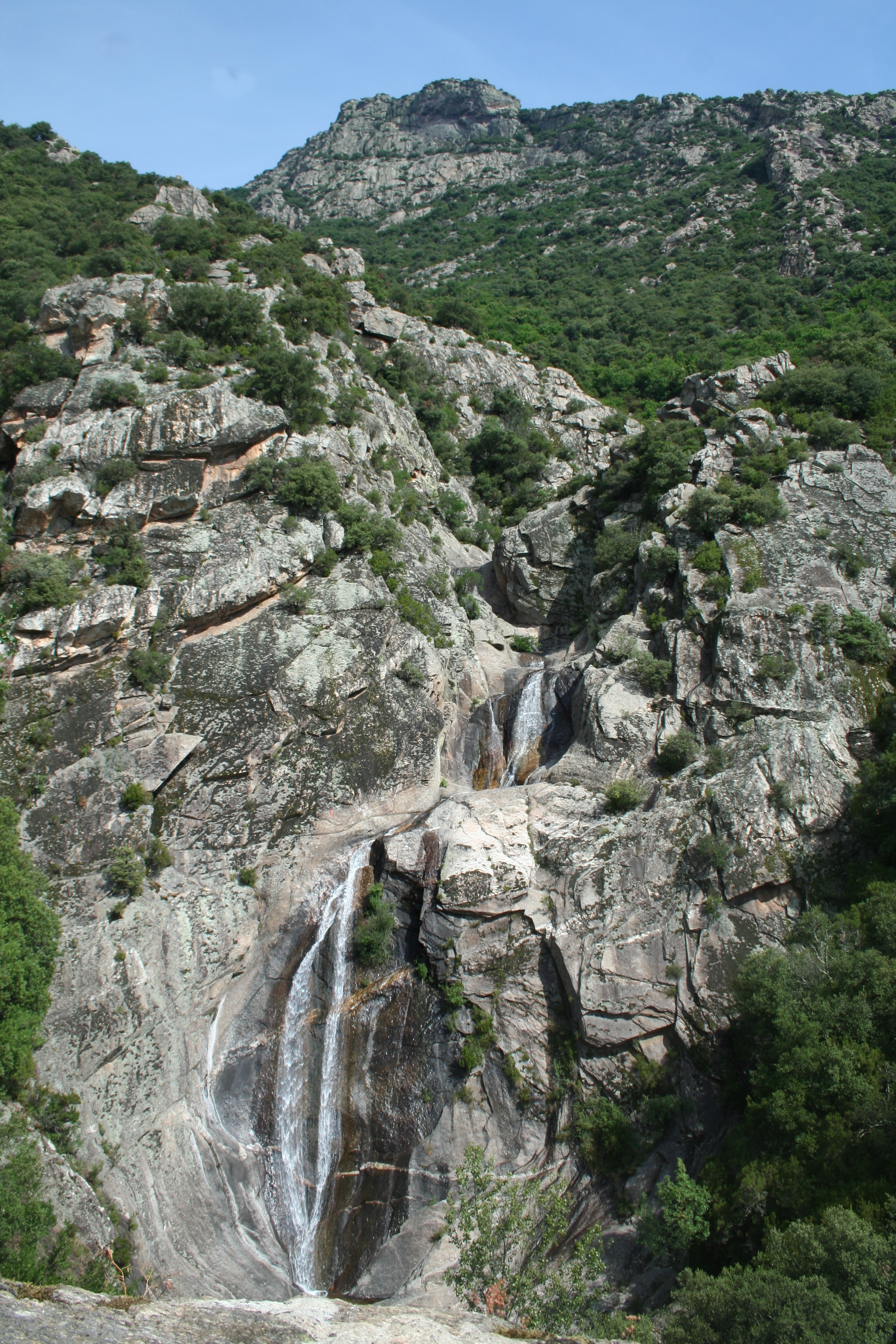
Cascade « le voile de la mariée ».

Bien que ces deux églises de Saint-Pierre et de Sainte-Colombe soient clairement mentionnées dans ces sources tout comme sont connues, d'une part, l'influence des vicomtes de Narbonne allant jusqu'à Villemagne-l'Argentière et la position particulière de Colombières, comme un verrou-frontière sur le chemin de Lodève à Narbonne, entre les diocèses de Narbonne (plus tardivement de Saint-Pons) et de Béziers, d'autre part, les historiens identifieraient pourtant la villa columbaria à la commune de Colombiers (Hérault) avec ses églises Saint-Bauzille d'Esclatian, Saint-Albin et Saint-Jacques datant du début du XIIe siècle puis Saint-Sylvestre (1671-1673), près de Vendres situé en limites biterroises, et non à Colombières, surement trouvée bien plus éloignée et localisée aux confins du diocèse. Une lecture plus approfondie de ces documents et des bulles papales postérieures comme celles d'Eugène III ou d'Alexandre III permettraient, peut-être, d'en préciser plus précisément l'histoire.
Le village de Colombières est toutefois bien reconnu par les sources écrites au début du XIe siècle par son enchâtellement (château dit de 'Caroz', Le 'Carous' alors possession, au XIIe siècle, des vicomtes de Carcassonne (voir Liste des vicomtes de Carcassonne). Cet enchâtellement est précoce et daté d'environ 1036, et seule la « Tour carrée » (donjon du XIVe siècle au lieu-dit le Battut), toujours debout au-dessus du ruisseau d'Albine, en témoigne actuellement en rive droite. Ce vestige médiéval surplombe un joli manoir du XVIIe siècle, appelé « Le Château », situé un peu plus bas, en rive gauche. Le locus de Columberiis, s'il s'agit encore de Colombières et non pas de Colombiers, serait encore cité au début du XIVe siècle, en 1323, par Raymond d'Andabre, trésorier du seigneur évêque de Béziers par la perception d'une décime sur la rectorie du lieu pour le roi Charles IV. Sous l'ancien régime, la paroisse de Saint-Pierre était rattachée au diocèse de Béziers. On note une référence 'Columbieyras justa Olargum' en 1344 (archives municipales de Pézenas), 'de Columberiis la Gailharda' en 1361 (pouillé), et un peu plus tard, dans les ordonnances du roi Charles V, 'Columben la Galharda' est citée en juillet 1377, puis on note 'Comberiae de Gaillarde' en 1518, 'Coulombières la Gailharde' en 1529, devenue 'Colombières la Gailharde' en 1680. La commune prend son nom actuel de Colombières-sur-Orb par le décret du 8 octobre 1958. Autant la toponymie de Colombières, de ses sources les plus anciennes, semble indiquer le pigeonnier, la colombe, l'oiseau, tout autant la patronymie issue de la famille Colomb (Colomby) (voir plus bas) et son hagiotoponymie (voir plus loin Légende de Sainte-Colombe) s'y réfèrent encore. De plus et surtout, on notera que le droit de « colombier » était strictement réservé à la noblesse depuis Charlemagne (capitulaire de 800) avec la possession de pigeonniers et fut aboli seulement le 6 août 1789, bien qu'en Languedoc les roturiers aient pu posséder des pigeonniers, « sans créneaux ni meurtrières ».
Toutefois, on notera que le latin « columneriae » (XIIe siècle) pouvait désigner des lieux où étaient situés des « colonnes ». Et le collectif pluriel formé avec aria pouvait signifier encore des endroits où se trouvaient des menhirs et des pierres de limite, d'où une confusion possible, d'une part, avec le colombier compris comme pigeonnier et un lieu riche en mégalithes, d'autre part.
Colombières fut, entre autres, un fief historique de la famille de Carous, entre le XIe et le XIVe siècle. En 1338, Guillaume de Carous se fit reconnaître de 13 masades : Del Théron Soleiran, Del Théron Haut, La Coste, La Barrière, La Praderie, La Laurie, Les Seilhols, Le Verdier, Le Rouzier, La Martinade, les Claps, Le Puech, Larbofarié. Le village fut aussi un fief de la famille de Caylus (Castlus) dont est issu Déodat de Caylus, dans sa branche dite « Caylus de Blanes ou Blanc (diocèse de Vabres-l'Abbaye), de Colombières-la-Gaillarde (diocèse de Béziers) et de Rouairoux (diocèse de Castres) », entre la fin du XIVe siècle et la fin du XVIIIe siècle. Ces Caylus étaient déjà présents dans la région depuis au moins la fin du XIIIe siècle, pour témoignage la sépulture de Béatrix de Caylus, épouse du chevalier Pons de Thézan, dans le cimetière de Saint-Pierre-de-Rhèdes. Le 25 novembre 1389, Marguerite de 'Carombes', fille de Pierre de Brusques (Château de Blanc, Peux-et-Couffouleux) et d'une noble dame 'Sauve' ou 'Saure' des seigneuries de 'Carombes' (= Carous ? en ce cas, petite-fille de Guillaume de Carous) et de Colombières, épousa Raymond de Caylus, quatrième du nom, fils de Déodat IIe. Un acte d'accord montre que Raymond s'installa effectivement sur les terres de ces seigneuries, en 1408, dans la maison des Claps, dont il prit alors possession. Le château actuel, dont la construction remonterait à la première moitié du XVIIe siècle, fut probablement un projet de Pierre Caylus IIIe du nom, (arrière-arrière-arrière petit-fils de Raymond). Il était  seigneur de Colombières et du Rouairoux, guidon de la compagnie de gendarmes de Guillaume, vicomte de Joyeuse en 1575, gouverneur de la ville de Saint-Pons-de-Thomières en 1585, chevalier de l'Ordre du Roi, gentilhomme ordinaire de sa cour et chevalier de l'ordre de Saint-Michel en 1593. Son fils unique, François, issu de son second mariage avec Aldonce de Peyrusse, dame de Boisseson de Matviel, fut certainement le premier à y habiter. Cette branche familiale de Caylus, seigneurs de Colombières et aussi de Madalet, possédant entre autres les seigneuries de Rouairoux et d'Olargues, puis chevaliers de l'ordre de saint Louis, marquis et barons de Venez et des états du Languedoc s'est définitivement éteinte lors du décès du dernier marquis de Caylus. Au cours du XVIIIe siècle, la terre de Colombières fut acquise par la famille d'Astruc, devenue citoyenne au cours de la Révolution.

### Héraldique
| Blason | Blasonnement : D'azur à trois colombes d'argent. |

La figure de la colombe, symbole de paix et symbole chrétien, bien qu'elle fût ornement de la plupart des ordres de la chevalerie et principal ornement de France, a été très rarement chargée sur écus d'armes. Seules les armoiries des Colomb (Languedoc, voir plus bas), Colombet (Bourgogne), Cousinot (Ile de France) et Montesquieu (Languedoc) les portent d'Azur à trois colombes d'argent.
L’emblème héraldique actuel de Colombières-sur-Orb figure trois colombes d’argent sur écu azur, le même que celui de la famille Colomb (= Colombs = Colom = Colon = Colomb = Colomby), originaire du Rouergue, dès le XIVe siècle et de la famille catalane de Santa-Coloma toujours au XIVe siècle, emblème que l'on retrouve, pour partie au début du XVe siècle, dans l'armorial des Caylus et dans celui des verriers du Languedoc. Cette dernière famille de gentilshommes verriers, les Colomb, est apparentée à celles des Robert et Grenier et est répertoriée en albigeois dès le début du XVe siècle, en 1409, (canton de Saint-Antonin et de Cordes) autour de la verrerie de la Guepie (commune de Laguépie). On la retrouve plus tardivement dans la montagne de Saint-Amans, alors pourchassée pour abjurer au XVIIe siècle, ainsi qu'autour des fameuses verreries de Moussans (Verreries-de-Moussans, Saint-Ponais, Montagne noire), près de Sainte-Colombe (col de Balagou) ou bien encore à Caylus (Tarn-et-Garonne) et à Albine (Sauveterre, Rouayroux, Castres), patronymie et homonymie colombiéroises réalisées (cabanes de Caylus et ruisseau d'Albine).
On note que ce patronyme de Colomb est retrouvé originairement dans le Nord de l'Espagne jusque dans le sud-ouest. L'emblème héraldique de la branche du sud-ouest se transforme au cours du temps avec un chêne vert et deux ours ou sangliers remplaçant les colombes, caractéristiques de la branche catalane.

## La légende de sainte Colombe
L'histoire locale fait d’abord référence à une jeune vierge gallo-romaine née dans la région qui, devenue chrétienne, aurait été poursuivie des ardeurs païennes de soldats romains la forçant à renoncer à sa foi. Elle aurait péri martyre, symbolisée alors par une colombe blanche. Une statue la représente soutenant dans ses mains une colombe, comme symbole de pureté, dans l'église Saint-Pierre. Elle a été sculptée dans les années 1960 par l'artiste-peintre Pierre Blayac qui résidait dans la commune, alors inspiré par les traits de certaines jeunes filles du village. Parmi l'iconographie remarquable, on peut citer l'église de Santa Coloma d'Andorre qui présente un retable du XVIIIe siècle figurant une sainte Colombe. On peut voir encore à Milan, (Pinacoteca di Brera) une sainte Colombe sauvée par un ours, par Giovanni Baronzio (vers 1340), et au Louvre, une sainte Colombe peinte par le Maître de la vie de Marie (article en allemand) de Cologne (vers 1430).
Au moins deux légendes se réfèrent à une 'sainte Colombe' antique : une à Rome, en Italie, et une à Sainte-Colombe-lès-Vienne et à Sens, en France.
À Rome, née sous l'empereur Dioclétien, une jeune fille, alors âgée de douze ans (âge légal du mariage), aurait été martyrisée pour sa foi en 304. Son surnom de columba, raconte l'histoire, lui avait été donné par ses parents car « son visage reflétait la candeur et la simplicité d'une colombe ». Emprisonnée et ne voulant pas renier sa foi, elle serait morte bafouée, livrée dans les fornices de l'ancien stade de Domitien (actuelle place Navone) et violemment tourmentée tout en pardonnant à ses bourreaux stupéfaits d'une telle certitude. Ses restes auraient été déposés dans une niche dans la catacombe de Saint-Calixte, fermée par une plaque de marbre dédicatoire indiquant puella columba... Le prieur archéologue Marco Antonio Boldetti aurait mis au jour cette sépulture au cours du XVIIIe siècle et ses reliques auraient été déposées auprès des cisterciens d'Anagni en Italie, puis transférées alors au début du vingtième siècle (le 20 janvier 1912) à la basilique de San Jose de Flores, à Buenos Aires en Argentine. On notera, d'une part que cette « colombe martyre » pourrait correspondre alors à sainte Agnès, partageant la même légende, qu'un très grand nombre de colombes gravées ou peintes dans ces catacombes peuvent faire référence au symbole chrétien, qu'une seule épitaphe PALVMBA SINE FEL, désignant la sépulture d'une certaine Dasumia Ciriaca a été mise au jour et qu'une niche renfermant des restes à l'Antiquité participe à un columbarium…
La légende religieuse de sainte Colombe (Colombe de Sens) en France est partagée par les villes de Sainte-Colombe-lès-Vienne et de Sens. Ainsi, le récit, rédigé sous Charles Martel, puis recomposé tardivement avec ajouts successifs, se réfèrerait confusément à une jeune « ibère », (du nom de la villa où Colombe aurait été interrogée à Sens, la villa Erdona), née en 258 et soi-disant fille d'un prince païen de Saragosse en Espagne, qui désirait consacrer sa vie à la foi chrétienne. Soutenue par quelques fidèles, elle serait partie depuis le sud de la Gaule pour rejoindre la ville de Vienne. La légende voudrait qu'assoiffée, elle obtenait par la prière que des sources jaillissent sur son parcours. Arrivée à Sainte-Colombe-lès-Vienne près de Vienne, elle aurait reçu alors le baptême à 16 ans, en 274, sous le nom de Colombe. En 1997, un mausolée-martyrium du IVe siècle a été mis au jour dans la commune de Sainte-Colombe-lès-Vienne (Rhône), sous le parvis de l'église paroissiale détruite, rattachée au couvent bénédictin des dames de Sainte-Colombe. De là, elle se serait rendue au pays de Sens, en cette fin de IIIe siècle. L'empereur Aurélien, alors présent dans la ville, et sachant qu'une jeune princesse chrétienne y résidait, l'aurait faite conduire auprès de lui. Ils eurent une longue conversation durant laquelle il lui demanda de renoncer à sa foi, alors que ses compagnons non nobles (saint Sactien, sainte Béate et saint Augustin) subissaient le martyre, en lui proposant un mariage avec son propre fils. Refusant cette idée, elle aurait été cyniquement isolée dans une cella meretricia (loge de courtisane) ou lupanar, et Colombe aurait subi alors les avances charnelles d’un certain Barusas (Barruch, Barusa, Baruca). Sur cette prison aurait été édifiée l'église de Sainte-Colombe-la-Petite, à Sens même. L'histoire dit qu'une ourse, réservée aux jeux et échappée de l'amphithéâtre proche, vint aussitôt défendre Colombe du jeune vaurien et que ce dernier se convertit. Quand des soldats envoyés par l'empereur vinrent la chercher par la suite, Colombe et son ourse résistèrent encore. Il fut décidé ensuite que la maison refuge subisse un incendie afin de les en déloger. Une pluie soudaine éteignit les flammes et l'ourse recouvra la liberté. Impressionné, l'empereur interrogea une nouvelle fois sa prisonnière, cette dernière ne reconnaissant finalement que son attachement au Christ. Courroucé - "Par mon dieu le Soleil.. consens à sacrifier !"- aurait-il prononcé, l'empereur ordonna qu’elle fut décapitée (traitement réservé aux nobles) en dehors de la ville, le 31 décembre 274, sur le chemin conduisant à Saligny, à la fontaine dite d’Azon. En échange d’un manteau au bourreau, la future sainte aurait prié avant son supplice, une voix divine se faisant entendre – Viens ma colombe, l’hiver a passé pour toi, viens jouir auprès de moi du printemps éternel ! (texte proche du Cantique des cantiques ; possible référence à l'épigraphe latine chrétienne fréquente avec colombe veni si amas)– et Aurélien aurait assisté à son martyre, selon la légende. Son corps aurait été alors abandonné dans un champ aux bêtes sauvages. Un peu plus tard, des ossements auraient été découverts par les esclaves d'un riche propriétaire aveugle, Aubertus, signalés par un bœuf aux cornes lumineuses. L'homme s'en frotta les yeux et recouvra la vue. Le fameux Aubertus fonda alors une chapelle sur les lieux du supplice, au lieu-dit le pré Aubert, proche de la fontaine et lieu de la décollation. Les reliques de la sainte reposèrent alors à Sens, dans l'abbaye Sainte-Colombe de Saint-Denis-lès-Sens, fondée un peu plus loin par Clotaire II sur son domaine de Cusiacum en 620 et signalée sous Clovis II et détruite au XVIIIe siècle. Cette dernière abbaye connut une histoire longue et fut très souvent invoquée par les rois comme Dagobert Ier, Louis le Pieux, Charles II le Chauve, Raoul de France, Henri V d'Angleterre, Charles VI de France, Louis XI de France, François Ier de France, Charles IX de France. Une autre légende dit que l'Ordre du Temple, resté très attaché au culte de sainte Colombe de Saint-Denis-lès-Sens (Theobaldus Thibaut de Payns, fils du fondateur de l'ordre, Hugues de Payns, fut abbé de Sainte-Colombe de Saint-Denis-lès-Sens en 1139), aurait participé à la protection d'une partie des reliques en les transférant vers l'Italie en accompagnant l'évêque de Rimini,en 1581.
Symbole de pureté et de courage, en affirmant sa foi face aux soldats tout en conservant sa virginité, sainte Colombe est aussi invoquée pour faire pleuvoir en pleine sécheresse. Elle est devenue tutelle contre les incendies, ayant survécu au supplice de l'immolation. Les attributs iconographiques de la sainte sont une colombe et/ou une ourse enchaînée, et la palme classique du martyr.
Il est remarquable de noter que les références à sainte Colombe, au travers des lieux, des symboles, des textes, des légendes et des histoires qui s'y rapportent, traitent très fréquemment de l'eau.
Il en est de même à Colombières-sur-Orb. Dès l'époque gallo-romaine, le fanum situé dans les gorges de Colombières semble étroitement lié aux eaux du ruisseau d'Arles. Dans ce dernier, sous le « rocher pointu », des résurgences d'eaux gazeuses radioactives, des sources d'eau ferrugineuse peuvent encore être observées et dans quelques bassins (les colymbes antiques), des eaux soufrées temporaires.
Le symbole de la colombe fut très tôt adopté comme un symbole chrétien de l'âme baptisée (oiseau du déluge, oiseau du baptême) et de l'âme au repos (délivrée charnellement) puis comme symbole du Saint-Esprit sous la forme d'une colombe sans fiel, avec la colombe eucharistique et la colombe baptismale ou de « réserve », (vase-custode renfermant les hosties consacrées) déposée au-dessus des fonts baptismaux, Le rapport entre cet oiseau et l'eau vive est donc très sensible.
Au Moyen Âge, le culte de sainte Colombe était généralisé et elle était vénérée à Paris, notamment à Chevilly-Larue. On retrouve de nombreuses références à sainte Colombe notamment en France (28 occurrences) et en Catalogne comme à Santa Coloma à Andorre-la-Vieille (dont elle est patronne), à Barcelone, à Gérone, etc. ; en Espagne à Cordoue, au Portugal, en Italie à Rimini, en Sicile, en Corse, en Flandres, en Allemagne et en Angleterre. Dans le royaume de Galice, au nord de Coimbre, on fêtait au haut Moyen Âge, une certaine sainte Comba, patronne des sorcières, agissant alors comme médiatrice à leurs noms mais aussi contre elles.
Ainsi, la sainte Colombe, vénérée à Colombières pourrait partager avec d'autres villes et villages des racines très anciennes par son nom. En effet Columba peut certes provenir de columba, l'oiseau-symbole mais aussi du latin issu du grec colymbus « bassin, piscine » dans lesquels on plonge, en si grand nombre dans le ruisseau d'Arles. Le nom de ce dernier peut évoquer, lui, le celte are-late pouvant être traduit par « à côté de » ou « en face de » « la plaine », mais aussi 'arulas, petits autels, en référence au lieu de culte indigène. Ainsi, le culte de « sainte Colombe » pourrait bien être le témoin de rites et de pratiques liés aux eaux vives, et plus tardivement (peut-être dès la période carolingienne) celui d'un syncrétisme nomade, alliant une histoire véhiculée de la « colombe », comme symbole noble et chrétien du baptême, aux colymbes des eaux curatives, depuis le sud du royaume franc jusqu'au nord de la Catalogne, par d'anciens emprunts du chemin de Saint-Jacques-de-Compostelle, notamment la via Tolosane.

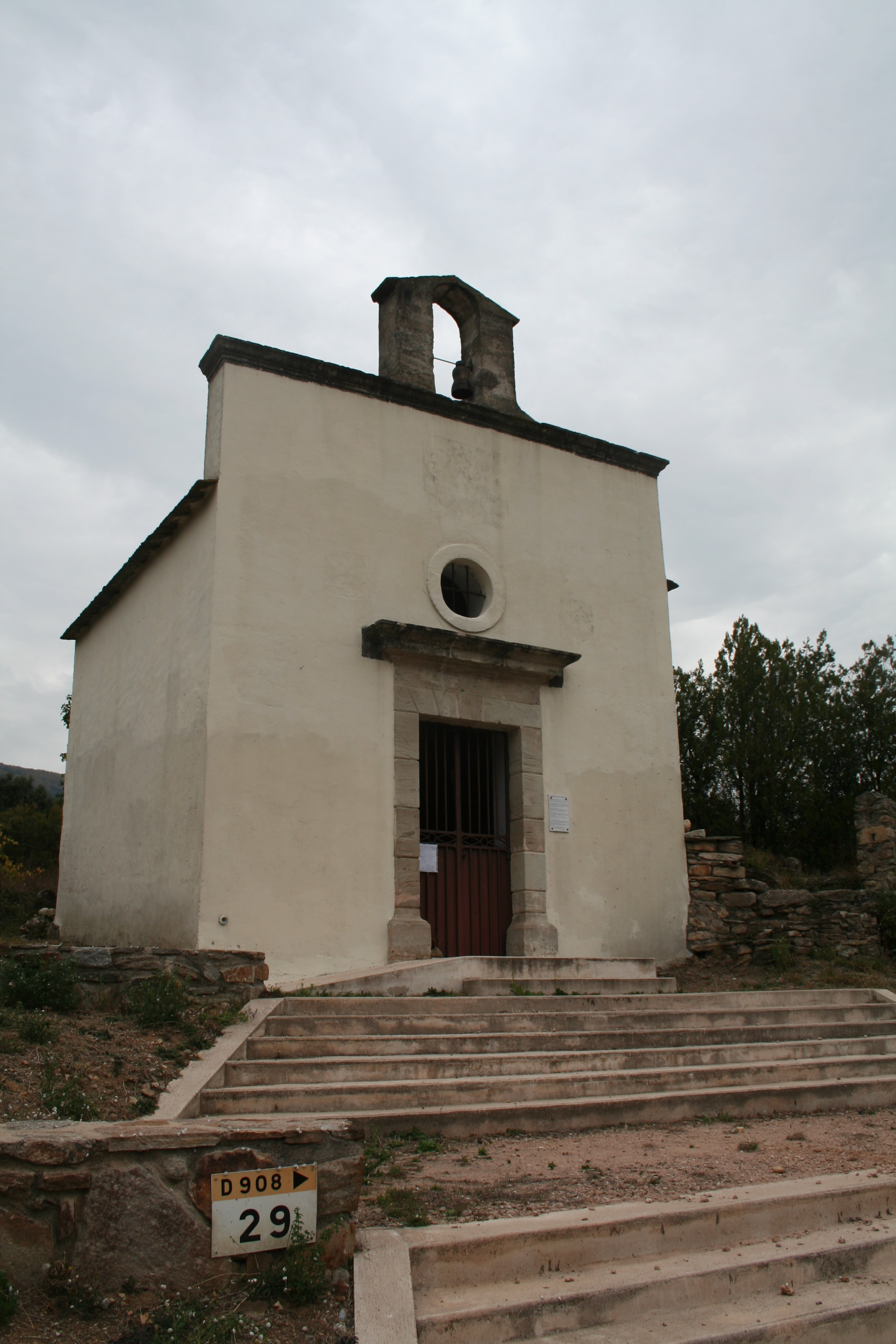
Sainte Colombe

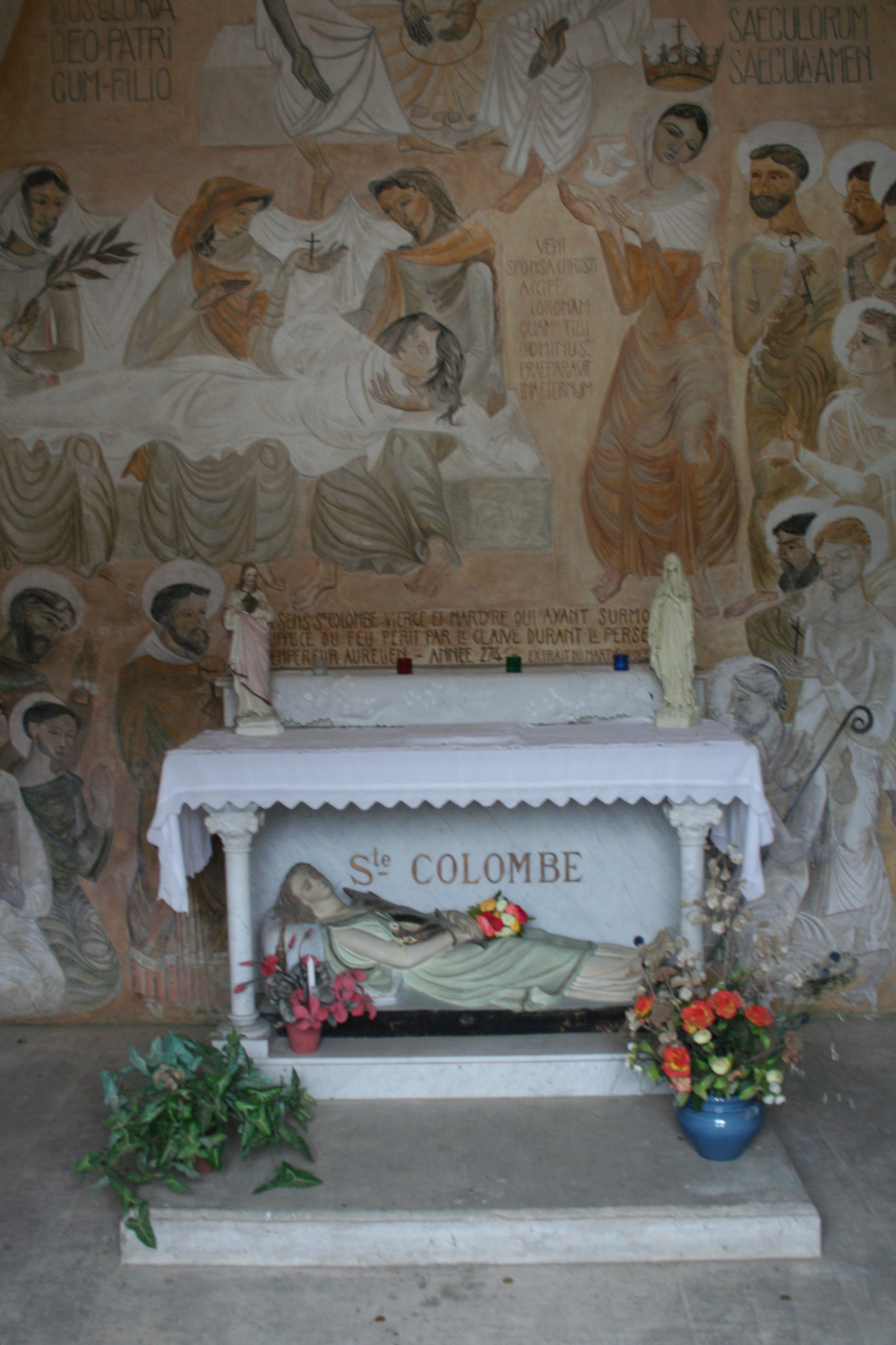
Sainte Colombe

En référence colombiéroise, la petite chapelle de Sainte-Colombe, dont la construction date de 1836 sur un emplacement d'une plus ancienne chapelle, déjà vouée à la sainte, et située au bord de la D 908 (avant le ruisseau de Madale), présente dans le bas de son autel un gisant du XIXe siècle. Elle est décorée de fresques murales modernes (1949 et 1993), réalisées par l'artiste peintre colombiérois Jacques Bringuier (Notre-Dame-de-la-Salette à Sète). Cette ancienne chapelle est installée tout près de la villa gallo-romaine (découverte par l'abbé Giry) dans les années 1950, et fut le lieu d'un pèlerinage encore vivace jusqu'à la fin des années 1970, fin juillet (à la même période que celui organisé à Sens).

## Politique et administration
| Période   | Période   | Identité         | Étiquette | Qualité                    |
| --------- | --------- | ---------------- | --------- | -------------------------- |
| 1947      | 1953      | Alphonse Martin  |           |                            |
| 1953      | 1971      | Marcel Raynal    |           |                            |
| 1971      | mars 2001 | Henri Dressaire  | PCF       |                            |
| mars 2001 | mars 2014 | Jean-Luc Barthes | DVG       |                            |
| mars 2014 | 2020      | André Teysseire  | SE        | Retraité de l'enseignement |
| 2020      | En cours  | Thérèse Salavin  |           |                            |

## Démographie
L'évolution du nombre d'habitants est connue à travers les recensements de la population effectués dans la commune depuis 1793. Pour les communes de moins de 10 000 habitants, une enquête de recensement portant sur toute la population est réalisée tous les cinq ans, les populations de référence des années intermédiaires étant quant à elles estimées par interpolation ou extrapolation. Pour la commune, le premier recensement exhaustif entrant dans le cadre du nouveau dispositif a été réalisé en 2008.

En 2022, la commune comptait 494 habitants, en évolution de +3,56 % par rapport à 2016 (Hérault : +7,49 %, France hors Mayotte : +2,11 %).
| 1793 | 1800 | 1806 | 1821 | 1831 | 1836 | 1841 | 1846 | 1851 |
| ---- | ---- | ---- | ---- | ---- | ---- | ---- | ---- | ---- |
| 540  | 523  | 631  | 687  | 800  | 794  | 765  | 730  | 668  |

| 1856 | 1861 | 1866 | 1872 | 1876 | 1881 | 1886 | 1891 | 1896 |
| ---- | ---- | ---- | ---- | ---- | ---- | ---- | ---- | ---- |
| 675  | 622  | 595  | 570  | 509  | 504  | 599  | 506  | 503  |

| 1901 | 1906 | 1911 | 1921 | 1926 | 1931 | 1936 | 1946 | 1954 |
| ---- | ---- | ---- | ---- | ---- | ---- | ---- | ---- | ---- |
| 404  | 406  | 423  | 349  | 351  | 308  | 320  | 292  | 251  |

| 1962 | 1968 | 1975 | 1982 | 1990 | 1999 | 2006 | 2008 | 2013 |
| ---- | ---- | ---- | ---- | ---- | ---- | ---- | ---- | ---- |
| 273  | 266  | 270  | 339  | 397  | 417  | 444  | 452  | 471  |

| 2018 | 2022 | - | - | - | - | - | - | - |
| ---- | ---- | - | - | - | - | - | - | - |
| 481  | 494  | - | - | - | - | - | - | - |

Les listes nominatives de recensement de population ont été numérisées et sont consultables en ligne sur le site des Archives départementales de l’Hérault.

## Économie

### Revenus
En 2018, la commune compte 225 ménages fiscaux, regroupant 484 personnes. La médiane du revenu disponible par unité de consommation est de 19 790 € (20 330 € dans le département).

### Emploi
|                | 2008   | 2013   | 2018  |
| -------------- | ------ | ------ | ----- |
| Commune        | 7,9 %  | 8,4 %  | 9,1 % |
| Département    | 10,1 % | 11,9 % | 12 %  |
| France entière | 8,3 %  | 10 %   | 10 %  |

En 2018, la population âgée de 15 à 64 ans s'élève à 274 personnes, parmi lesquelles on compte 73,7 % d'actifs (64,6 % ayant un emploi et 9,1 % de chômeurs) et 26,3 % d'inactifs,. Depuis 2008, le taux de chômage communal (au sens du recensement) des 15-64 ans est inférieur à celui de la France et du département.
La commune fait partie de la couronne de l'aire d'attraction de Bédarieux, du fait qu'au moins 15 % des actifs travaillent dans le pôle,. Elle compte 75 emplois en 2018, contre 52 en 2013 et 41 en 2008. Le nombre d'actifs ayant un emploi résidant dans la commune est de 180, soit un indicateur de concentration d'emploi de 41,6 % et un taux d'activité parmi les 15 ans ou plus de 48,3 %.
Sur ces 180 actifs de 15 ans ou plus ayant un emploi, 53 travaillent dans la commune, soit 29 % des habitants. Pour se rendre au travail, 87,2 % des habitants utilisent un véhicule personnel ou de fonction à quatre roues, 1,7 % les transports en commun, 5 % s'y rendent en deux-roues, à vélo ou à pied et 6,1 % n'ont pas besoin de transport (travail au domicile).

### Activités hors agriculture
47 établissements sont implantés  à Colombières-sur-Orb au 31 décembre 2019. Le tableau ci-dessous en détaille le nombre par secteur d'activité et compare les ratios avec ceux du département,.
| Secteur d'activité                                                                                        | Commune | Commune | Département |
| Secteur d'activité                                                                                        | Nombre  | %       | %           |
| --- | ------- | ------- | ----------- |
| Ensemble                                                                                                  | 47      |         |             |
| Industrie manufacturière, industries extractives et autres                                                | 4       | 8,5 %   | (6,7 %)     |
| Construction                                                                                              | 9       | 19,1 %  | (14,1 %)    |
| Commerce de gros et de détail, transports, hébergement et restauration                                    | 11      | 23,4 %  | (28 %)      |
| Information et communication                                                                              | 2       | 4,3 %   | (3,3 %)     |
| Activités financières et d'assurance                                                                      | 1       | 2,1 %   | (3,2 %)     |
| Activités spécialisées, scientifiques et techniques et activités de services administratifs et de soutien | 7       | 14,9 %  | (17,1 %)    |
| Administration publique, enseignement, santé humaine et action sociale                                    | 6       | 12,8 %  | (14,2 %)    |
| Autres activités de services                                                                              | 7       | 14,9 %  | (8,1 %)     |

Le secteur du commerce de gros et de détail, des transports, de l'hébergement et de la restauration est prépondérant sur la commune puisqu'il représente 23,4 % du nombre total d'établissements de la commune (11 sur les 47 entreprises implantées  à Colombières-sur-Orb), contre 28 % au niveau départemental.

### Agriculture
|               | 1988 | 2000 | 2010 | 2020 |
| ------------- | ---- | ---- | ---- | ---- |
| Exploitations | 20   | 16   | 5    | 1    |
| SAU (ha)      | 90   | 44   | 7    | 0    |

La commune est dans le « Soubergues », une petite région agricole occupant le nord-est du département de l'Hérault. En 2020, l'orientation technico-économique de l'agriculture  sur la commune est la polyculture et/ou le polyélevage. Une seule  exploitation agricole ayant son siège dans la commune est recensée lors du recensement agricole de 2020 (20 en 1988). La superficie agricole utilisée est de 0 ha,,.

## Culture locale et patrimoine

### Lieux et monuments

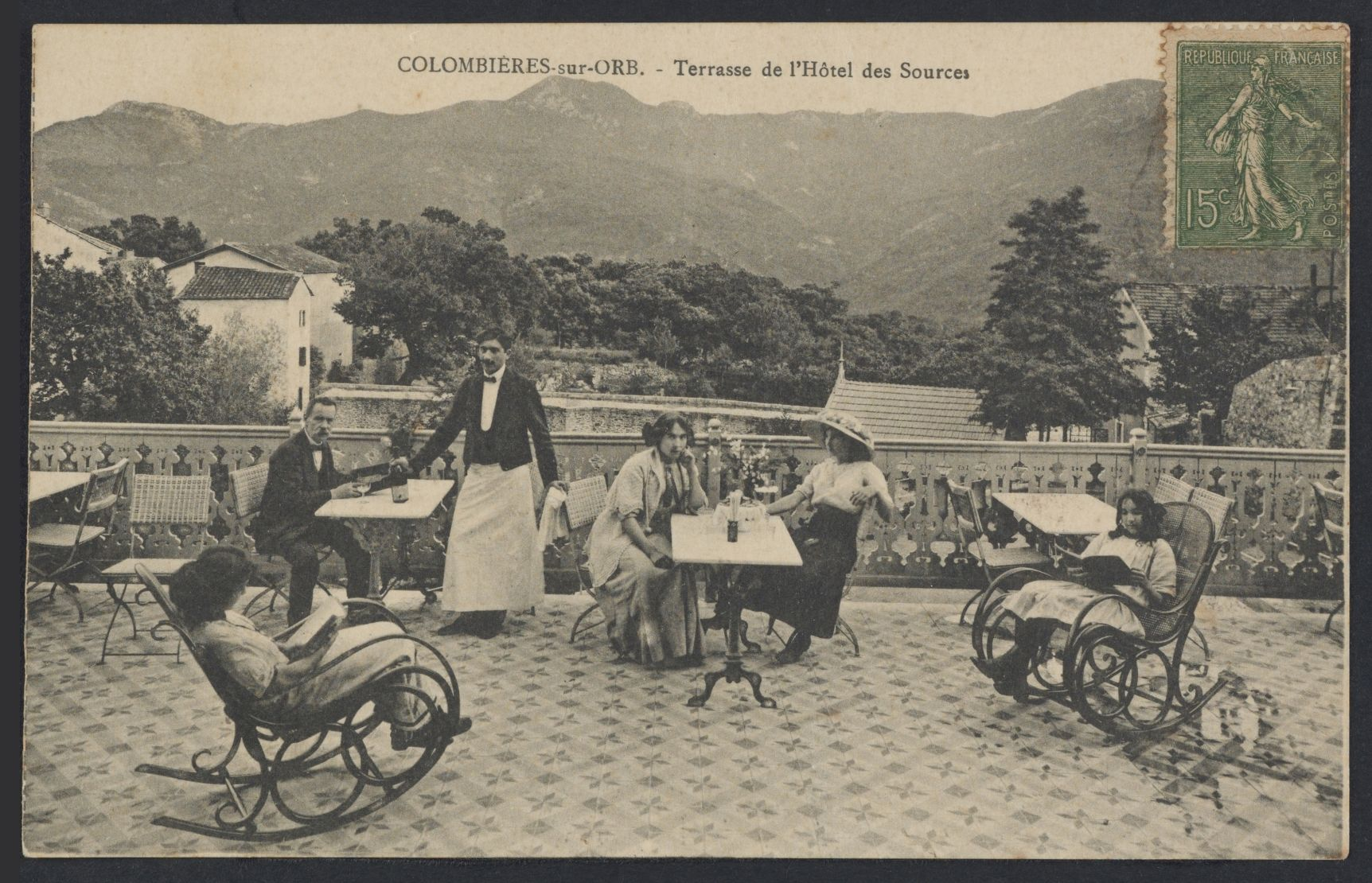
Carte postale de l'hôtel des sources (XIXe - XXe siècle).

- Gorges de Colombières dont le « Rocher pointu ».
- La Tour Carrée (donjon du XIVe siècle du castrum de Carous) et sa cascade appelée « le voile de la mariée ».
- Château de Colombières (XVIIe siècle).
- Église Saints-Pierre-et-Paul de Colombières-sur-Orb.
- Chapelle Sainte-Colombe du Martinet.

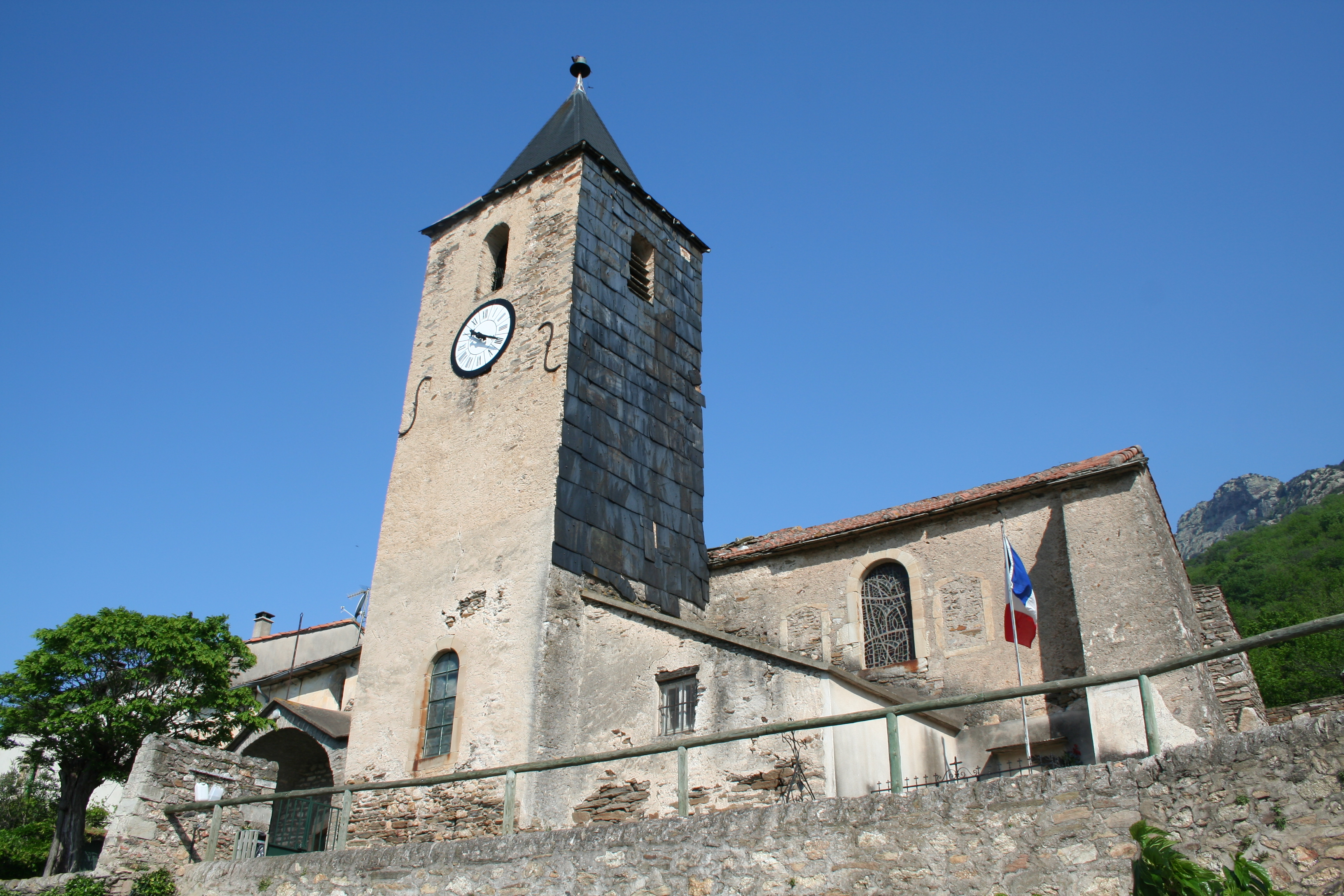
Église Saints-Pierre-et-Paul.
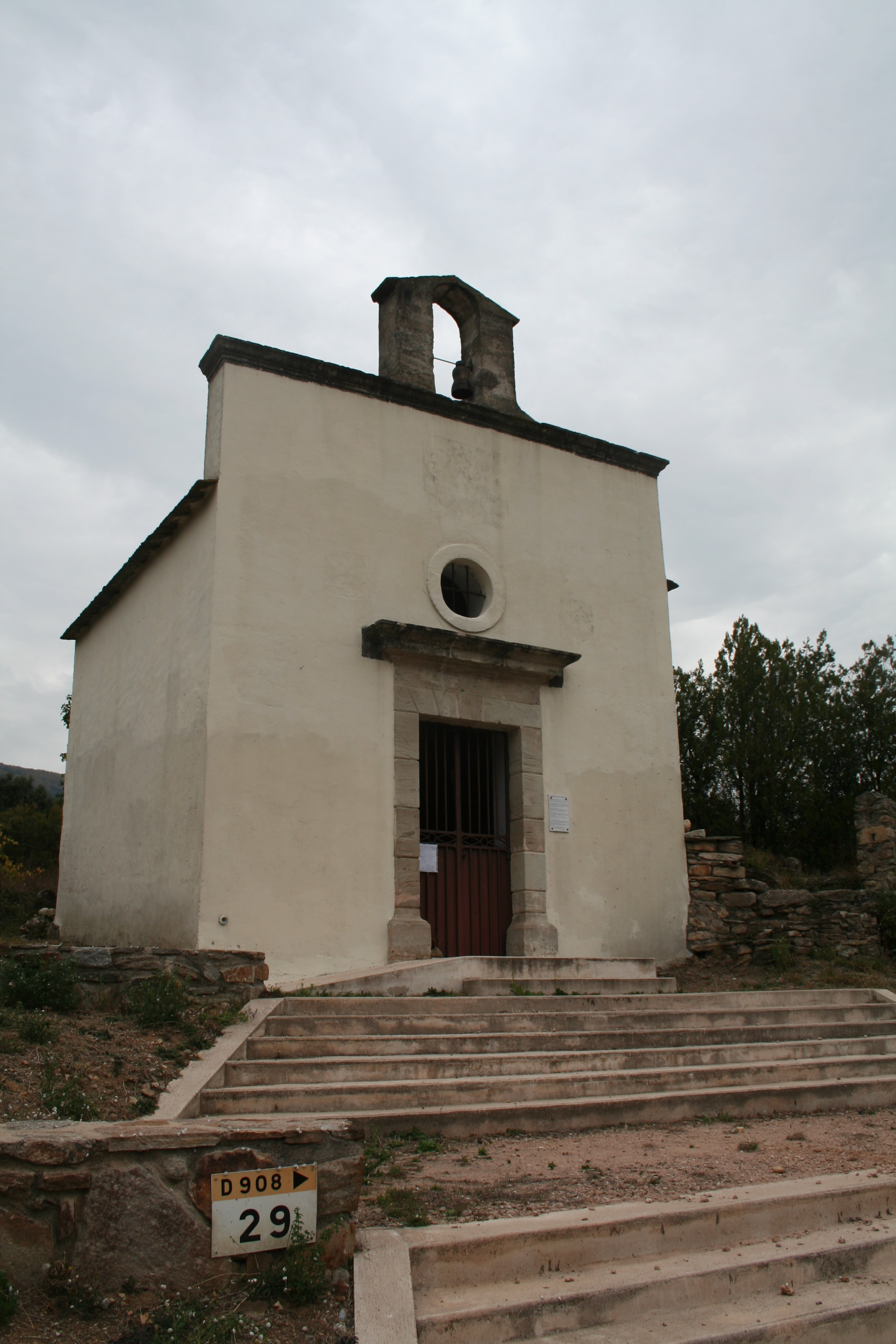
Chapelle Sainte-Colombe du Martinet.

### Personnalités liées à la commune
- Gabriel Couderc (1905-1994), artiste-peintre. Né à Sète, le peintre Gabriel Couderc a séjourné de très nombreuses années dans sa maison du Théron, en compagnie de sa femme aquarelliste. Aux Beaux-Arts de Montpellier, ses camarades d’atelier étaient Suzanne Ballivet, Renée Altier, Camille Descossy, Georges Dezeuze, Albert Dubout, Germaine Richier entre autres. Il fut aussi élève de l'École des arts décoratifs à Paris. Cofondateur de l'école dite de Sète, avec notamment André Blondel et François Desnoyer, il fut encore le curateur du musée Paul-Valéry de Sète où il est actuellement bien représenté. Certaines de ses œuvres sont présentes aussi au musée Fabre à Montpellier et à la Tate Britain de Londres. Bien que la plupart de ses œuvres témoignent de son grand attachement à sa ville natale, certaines toiles représentent aussi des paysages colombiérois.
- Jean-Claude Carrière (1931-2021)[84], écrivain, scénariste, parolier, metteur en scène et occasionnellement acteur. Il narre sa jeunesse dans ce pays dans Le Vin bourru paru en 2000. L'auteur est natif de Colombières-sur-orb et il est inhumé dans le cimetière communal[85]. Dans Le Retour de Martin Guerre, on peut retrouver des noms de personnages ou de lieux-dits, propres au Colombiérois[86].
- Guy Bechtel (1931), historien et écrivain. Il a écrit plusieurs ouvrages en collaboration avec Jean-Claude Carrière, dont le célèbre Dictionnaire de la bêtise, publié en 1965. Il est également l'auteur d'un roman situé dans la région de Colombières : Le Siècle de Tégédor, paru en 1963 aux éditions Robert Laffont et réédité en 2016 aux éditions Du Mont.